# Матвіївське (платформа)
Матвіївське (рос. Матвеевское, Матвеевская) — зупинний пункт/пасажирська платформа Київського напрямку Московської залізниці та  лінії МЦД-4.
Знаходиться за 7 км SW від Москва-Пасажирська-Київська, час руху електропотяга — 10 хвилин.
На з.п. дві платформи — одна берегова і одна острівна, сполучені підземним переходом, прохід через турнікети.

## Пересадка
- На автобуси: 77, 107, 198, 205, 219, 236, 325, 329, 641, СТ2